# Beyond the Realms of Death
«Beyond the Realms of Death» — песня британской хеви-метал-группы Judas Priest с их альбома 1978 года, Stained Class. Выступление вокалиста Роба Хэлфорда считается одной из его лучших работ в истории, и гитарная работа также отмечена, особенно соло. Многие рецензенты назвали его одной из лучших песен на альбоме.

## Содержание песни
Песня описывает человека, страдающего депрессией и входящего в псевдокататоническое состояние, которое дает внешний вид коматозного состояния, поскольку оно делает тело физически неподвижным, оставляя внутренние мыслительные процессы целыми в почти «запертом» виде. В конце концов человек умирает.

## Факты
- Blind Guardian записали кавер этой баллады для трибьют-альбома A Tribute to Judas Priest: Legends of Metal Vol. II[англ.].
- На песню обратили внимание в 1990 году, когда начался судебный процесс против группы, заключавшийся в том, что два подростка, приняв наркотики и алкоголь, расстреляли церковь и покончили с собой, якобы прослушав Stained Class.

## В записи участвовали
- Роб Хэлфорд — вокал
- Гленн Типтон — гитара
- Кей Кей Даунинг — гитара
- Иэн Хилл — бас-гитара
- Лес Бинкс — ударные